# Parachute Battalion

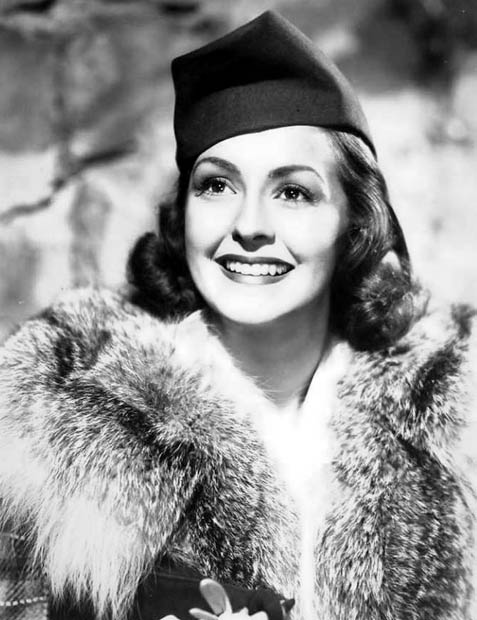
Nancy Kelly atuou no cinema, rádio e teatro. Seu maior momento foi em The Bad Seed, quando recebeu uma indicação ao Oscar. Curiosamente, a partir daí dedicou-se exclusivamente à TV, onde já vinha trabalhando desde 1950.

Parachute Battalion é um filme estadunidense de 1941, do gênero drama, dirigido por Leslie Goodwins e estrelado por Robert Preston e Nancy Kelly. Uma das inúmeras produções patrióticas feitas por Hollywood durante a Guerra, o filme apresenta todo o processo de formação de paraquedistas, em meio a alguns dramas individuais. Imagens autênticas, que contaram com a ajuda do Exército, mostram desde a maneira correta de dobrar um paraquedas até a realização de saltos.
Apesar desta abordagem mais própria de documentários (ou por isso mesmo, já que o público estava muito curioso de tudo que se referisse a militares), o filme deu lucros de $128,000, em valores da época.

## Sinopse
Meses antes dos acontecimentos de Pearl Harbor, o Forte Benning, na Georgia, recebe uma turma de novatos que desejam tornar-se paraquedistas. Entre eles estão Bob, um arrogante jogador de futebol, e Bill, o filho medroso do Coronel Burke. Enquanto treinam, os dois cortejam Kit, a filha do Sargento Bill Richards.

## Elenco
| Ator/Atriz       | Personagem             |
| ---------------- | ---------------------- |
| Robert Preston   | Don Morse              |
| Nancy Kelly      | Kit Richards           |
| Edmond O'Brien   | Bill Burke             |
| Harry Carey      | Sargento Bill Richards |
| Buddy Ebsen      | Jeff Hollis            |
| Paul Kelly       | Sargento Tex McBride   |
| Richard Cromwell | Spence                 |
| Robert Barrat    | Coronel Burke          |
| Edward Fielding  | Chefe da infantaria    |
| Erville Alderson | Papai Hollis           |
| Selmer Jackson   | Thomas Morse           |
| Grant Withers    | Capitão                |
| Jack Briggs      | Soldado                |
| Walter Sande     | Doutor                 |
| Kathryn Sheldon  | Mamãe Hollis           |